# Lucien Czuga
 (octobre 2018).
Lucien Czuga né le 6 décembre 1954 à Luxembourg (Luxembourg), travaille depuis 1987 en collaboration avec Roger Leiner pour la réalisation de la bande dessinée Superjhemp. 